# Cratere Lucetta
Lucetta è un cratere d'impatto presente sulla superficie di Titania, il maggiore dei satelliti di Urano, a 14,7° di latitudine sud e 277,1° di longitudine est. Il suo diametro è di quasi 60 km.
Il cratere è stato battezzato dall'Unione Astronomica Internazionale con riferimento ad un personaggio della commedia shakespeariana I due gentiluomini di Verona, Lucietta, ancella di Giulia.